# Едмунд Гансен (велогонщик)
Едмунд Гансен (дан. Edmund Hansen, 9 вересня 1900 — 26 травня 1995) — данський велогонщик.
Срібний призер Олімпійських Ігор 1924 року на тандемах.